# Hedvandsrenser
En hedvandsrenser er en maskine, som anvender opvarmet højtryks-vand som rensemedie.
Renseren bruges især til rengøring af områder som er svært tilsmudsede, fedtede eller kræver en hygiejnisk rengøring. Den er også velegnet til rengøring af maskiner, køretøjer og bygninger. 
Hedvandsrenseren virker ved, at en opvarmet (> 80 °C (nogle modeller kan levere damp op til 145oC)) vandstråle under højt tryk sendes mod det emne som skal rengøres.
Højtryk defineres som værende over 35 bar (3,5 MPa). 
Til opvarmning af vandet i hedvandsrenseren bruges man et medie (vand, damp eller olie) opvarmet af et oliefyr som sendes igennem en varmeveksler. Til at danne højtrykket anvendes en pumpe som drives af en motor. Motoren er normalt en elmotor, men der findes også rensere som drives af en forbrændingsmotor. Rensevandet presses gennem en dyse som befinder sig i enden af et spulerør. Der findes mange forskellige former for dyser alt efter hvilken opgave der skal løses. 

## Dyseformer
De tre mest brugte dyseformer er:
- Punktstrålen, hvor vandet sendes ud i en samlet tynd stråle. Derved samles hele energien i et enkelt hårdtslående punkt.
  - Fordele: Højt anslagstryk.
  - Ulemper: Renser et lille område ad gangen.
- Fladstrålen, hvor vandet sendes ud i vifteform. Da vandet spredes ud spreder man også energien ud hvorved anslagstrykket formindskes. 
  - Fordele: Rensefladen bliver større.
  - Ulemper: Anslagstrykket formindskes.
- Rotojet strålen, her kombineres de to førnævnte teknikker idet man bruger en punktstråle som bringes til at rotere. Herved får man et højt anslagstryk og en bred renseflade.

Følgende faktorer er vigtige ved højtryksrensning:
- Tryk, som udmåles i bar eller MPa (Opgives normalt således ”bar/MPa”)
- Vandgennemstrømning som udmåles i liter pr. time
- Kemi eller rengøringsmiddel.
- Højtryksdysen.

## Historie
Højtryksrenseren kommer oprindeligt fra USA og blev først kendt i Europa efter krigen da den tyske fabrikant Alfred Kärcher tog patent på den første europæisk fremstillede højtryksrenser i 1950. Udbredelsen tog rigtig fart da samme fabrikant i 1984 lancerede den første højtryksrenser, som var bærbar, og kunne sælges til en pris hvor også private forbrugere kunne være med.

## Øvrigt
En af de mere spektakulære opgaver, som har været udført med en hedvandsrenser, foregik da Kärcher i samarbejde med Det Amerikanske Parkvæsen rengjorde monumentet Mount Rushmore.